# Fari in Italia
Lista dei fari in Italia.
In questa lista sono compresi tutti i fari delle coste italiane. Sono esclusi, quindi, i fanali, che, a differenza dei fari, hanno una portata inferiore alle 10 miglia nautiche.

## Fari celebrativi
Meritano una menzione due fari commemorativi; non essendo collocati nelle vicinanze del mare e non essendo funzionali alla navigazione sono stati esclusi dalla lista seguente.

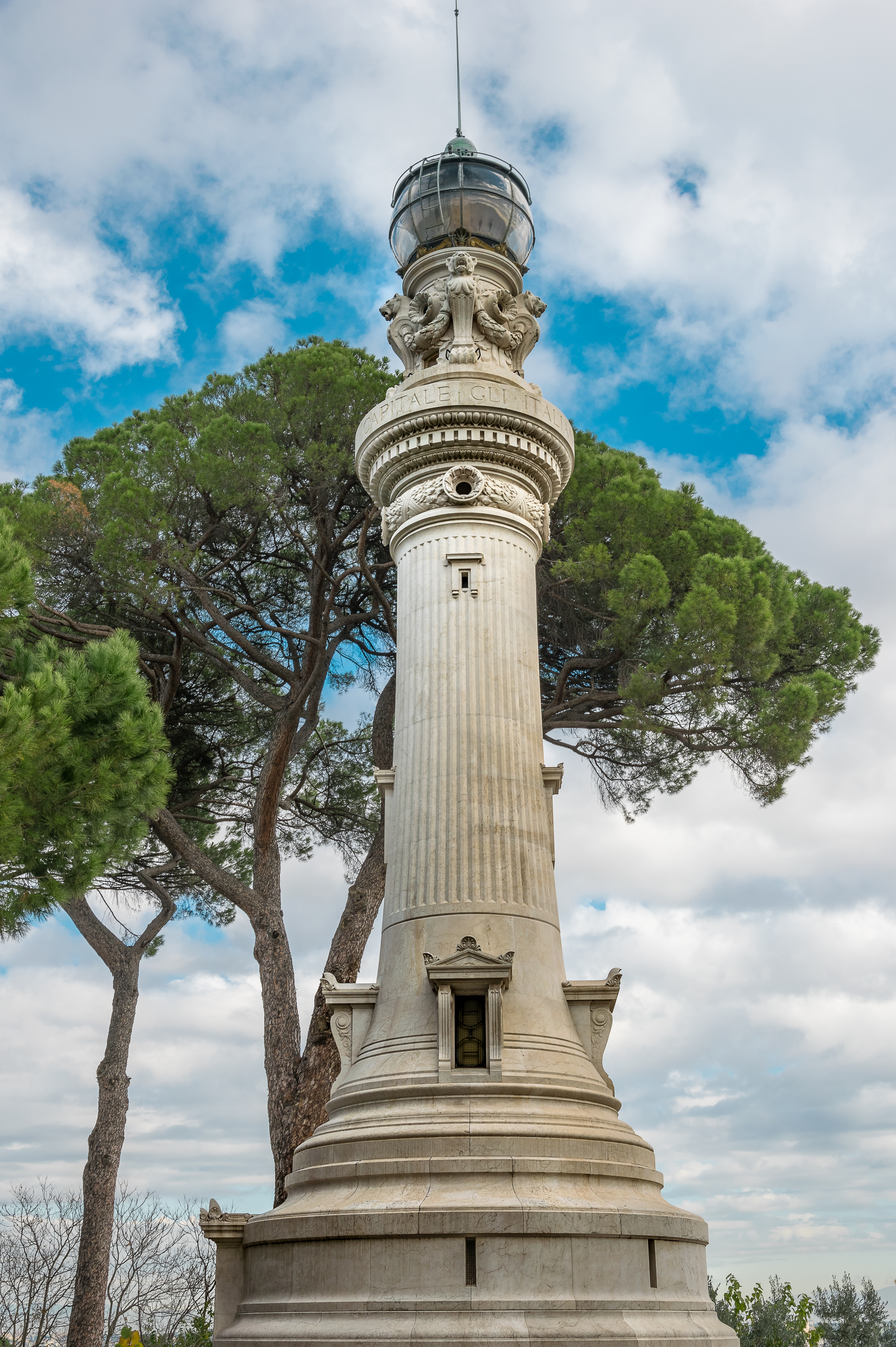
Faro del Gianicolo
All'estremità nord del colle fu innalzato nel 1911 il Faro del Gianicolo, che ha la funzione di commemorare il 50º anniversario dell'Unità d'Italia. Fu eretto grazie all'iniziativa di un comitato di italiani residenti in Argentina, anche per testimoniare il loro legame con la patria di origine. È un monumento nazionale. Fu costruito dall’architetto Manfredo Manfredi. I suoi raggi sono bianchi, verdi e rossi, per ricordare il Tricolore; inizialmente veniva acceso ogni notte, in seguito si decise di metterlo in funzione solo in giornate significative per la storia patria italiana o argentina. Ha la forma di una colonna dorica sovrastata da un capitello su cui si legge: “A ROMA CAPITALE GLI ITALIANI D'ARGENTINA. MCMXI”.
Faro Voltiano
Si tratta di un monumento che ha la funzione di celebrare la memoria di Alessandro Volta. Fu costruito nel 1927 su progetto dell'ingegnere Gabriele Giussani; è situato su un'altura del comune di Brunate, a picco sulla città di Como e sull'omonimo lago. Emette fasci di luce bianca, rossa e verde.

## Fari più antichi di ogni mare italiano
| N° | Faro                | Citta                | Ultima ricostruzione | Mare           |
| -- | ------------------- | -------------------- | -------------------- | -------------- |
| 1  | Lanterna di Genova  | Genova               | 1537                 | Mar Ligure     |
| 2  | Faro di Barletta    | Barletta             | 1807                 | Mare Adriatico |
| 3  | Faro di Santa Croce | Augusta              | 1859                 | Mar Ionio      |
| 4  | Faro di Capo Testa  | Santa Teresa Gallura | 1845                 | Mar Tirreno    |

## Liguria
| ID faro | Nome e località                            | Immagine             | Mare   | Coordinate           | Data               | Altezza luce | Portata   | Descrizione luce                | Descrizione faro |
| ------- | ------------------------------------------ | -------------------- | ------ | -------------------- | ------------------ | ------------ | --------- | ------------------------------- | --- |
| 1474    | Faro di Capo dell'Arma, Sanremo - IM       |                      | Ligure | 43°49′00″N 7°49′09″E | Costruito:1912     | 50 m s.l.m.  | 24 miglia | Due lampi bianchi, periodo 15 s | Torre bianca di forma cilindrica la quale è inserita nella costruzione di servizio di due piani, caratterizzata da una colorazione ad intonaco con una decorazione a fascia di colore nero.                                           |
| 1514    | Faro di Capo di Vado, Bergeggi - SV        |                      | Ligure | 44°15.5′N 8°27.2′E   | Costruito:1883     | 43 m s.l.m.  | 14 miglia | Periodo 15 s                    | Torre bianca in muratura con base ottagonale e alta 34 m |
| 1478    | Faro di Porto Maurizio, Imperia - IM       |                      | Ligure | 43°52.5′N 8°10′E     | Costruito nel 1882 | 11 m s.l.m.  | 16 miglia |                                 | Torre bianca di forma tronco-conica alta 8 m |
| 1506    | Faro di Capo Mele, Laigueglia, Andora - SV |                      | Ligure | 43°57′03″N 8°10′04″E | Costruito:1856     | m s.l.m.     | 25 miglia | Tre lampi bianchi, periodo 15 s | Il diametro della torre all'altezza della lanterna è di 3,82 m, mentre la sua altezza è di 3,15 m. Il fabbricato retrostante alla torre è alto tre piani e per raggiungere la sommità della torre è necessario percorrere 74 gradini. |
| 1569    | Torre della Lanterna, Genova - GE          |                      | Ligure | 44°22′N 8°54′E       | Costruito:1128     | 117 m s.l.m. | 26 miglia | Due lampi bianchi, periodo 20 s | È il simbolo della città di Genova. Consiste in una torre su due ordini di sezione quadrata con terrazza alla sommità di ciascun ordine.                                                                                              |
| 1575    | Faro di Punta Vagno, Genova - GE           |                      | Ligure |                      | Costruito:1931     | ? m s.l.m.   | 18 mg     | Tre lampi bianchi, periodo 15 s | È una torre cilindrica bianca alta 9 metri |
| 1675    | Faro di Portofino, Portofino - GE          | Il faro di Portofino | Ligure | 44°17′09″N 9°13′01″E | Costruito:1870     | m s.l.m.     | 16 mg     | Un lampo bianco, periodo 5 s    | Torre quadrata con tronco piramidale bianca, con annesso fabbricato di servizio a due piani. |
| 1708    | Faro di San Venerio, Isola del Tino - SP   |                      | Ligure | 44°01′06″N 9°51′00″E | Costruito:1839     | 99 m s.l.m.  | 25 miglia | Tre lampi bianchi, periodo 15 s | Esempio di costruzione fortificata neoclassica, situata sulla sommità dell'Isola del Tino (territorio militare). |

## Toscana
| ID faro | Nome e località                                         | Immagine | Mare               | Coordinate            | Data                                        | Altezza luce | Portata | Descrizione luce                                    | Descrizione faro                                                 |
| ------- | ------------------------------------------------------- | -------- | ------------------ | --------------------- | ------------------------------------------- | ------------ | ------- | --------------------------------------------------- | ---------------------------------------------------------------- |
| 1846    | Faro di Marina di Carrara, Marina di Carrara            |          | Mar Ligure         | 44°02′11″N 10°02′13″E | Costruito nel 1956                          | 22 m s.l.m.  | 17 NM   | Faro a ottica fissa                                 | Torre a sezione quadrangolare                                    |
| 1868    | Faro della Diga Foranea, Viareggio                      |          | Mar Ligure         | 43°51′29″N 10°14′14″E | Costruito in epoca novecentesca             | 30 m s.l.m.  | 24 NM   | Faro a ottica rotante                               | Torre a sezione circolare                                        |
| 1884    | Faro settentrionale della Meloria, Secche della Meloria |          | Mar Ligure         | 43°35′24″N 10°12′42″E | Costruito tra il 1950 e il 1960             | 18 m s.l.m.  | 10 NM   | Fanale a luce ritmica                               | Torre cilindrica bianca                                          |
| 1888    | Faro meridionale della Meloria, Secche della Meloria    |          | Mar Ligure         | 43°32′47″N 10°13′08″E | Costruito nel 1950                          | 18 m s.l.m.  | 10 NM   | Fanale a luce ritmica                               | Torre cilindrica nera e gialla                                   |
| 1896    | Fanale, Livorno                                         |          | Mar Ligure         | 43°32′38″N 10°17′40″E | Costruito tra il 1303 e il 1305             | 52 m s.l.m.  | 24 NM   | Faro ad ottica rotante alimentato da rete elettrica | Torre pluricilindrica in pietra della Verruca                    |
| 1911    | Faro della Diga Curvilinea, Livorno                     |          | Mar Ligure         | 43°32′35″N 10°17′22″E | Costruito tra il 1852 e il 1857             | 22 m s.l.m.  | 16 NM   | Fanale a luce rotante.                              | Torre ottagonale                                                 |
| 1975    | Faro delle Secche di Vada, Secche di Vada               |          | Mar Ligure         | 43°19′13″N 10°21′49″E | Attivato nel 1867; ricostruito nel 1959     | 18 m s.l.m.  | 12 NM   | Fanale a luce ritmica                               | Torre cilindrica                                                 |
| 1996    | Faro di Capraia, Capraia Isola                          |          | Canale di Corsica  | 43°03′04″N 9°50′40″E  | Costruito nel 1868                          | 30 m s.l.m.  | 16 NM   | Faro a ottica fissa                                 | Torre quadrata con edificio a due piani                          |
| 2016    | Faro di Palmaiola, Isola di Palmaiola                   |          | Canale di Piombino | 42°51′54″N 10°28′30″E | Costruito nel 1844                          | 105 m s.l.m. | 10 NM   | Faro a ottica fissa                                 | Torre quadrata su edificio a due piani                           |
| 2040    | Faro di Capo Focardo, Capoliveri                        |          | Canale di Piombino | 42°45′16″N 10°24′35″E | Costruito nel 1863                          | 32 m s.l.m.  | 16 NM   | Faro a ottica fissa                                 | Torre ottagonale su bastione difensivo                           |
| 2054    | Faro di Monte Poro, Marina di Campo                     |          | Mar Tirreno        | 42°43′40″N 10°14′14″E | Costruito all'inizio del Novecento          | 160 m s.l.m. | 16 NM   | Faro a ottica fissa                                 | Torre circolare                                                  |
| 2056    | Faro di Marina di Campo, Marina di Campo                |          | Mar Tirreno        | 42°44′30″N 10°14′17″E | Costruito nel 1901                          | 34 m s.l.m.  | 10 NM   | Fanale a luce ritmica                               | Fanale sul tetto di un edificio a pianta rettangolare            |
| 2060    | Faro di Punta Polveraia, Marciana                       |          | Canale di Corsica  | 42°47′40″N 10°06′37″E | Costruito nel 1909                          | 52 m s.l.m.  | 16 NM   | Faro a ottica fissa                                 | Torre ottagonale con fabbricato rettangolare                     |
| 2072    | Faro di Portoferraio, Portoferraio                      |          | Mar Ligure         | 42°48′59″N 10°20′03″E | Costruito tra il 1788 e il 1789             | 63 m s.l.m.  | 16 NM   | Faro a ottica fissa                                 | Torrione cilindrico su un bastione difensivo                     |
| 2088    | Faro di Pianosa, Isola di Pianosa                       |          | Mar Tirreno        | 42°35′01″N 10°05′08″E | Costruito nel 1864                          | 42 m s.l.m.  | 16 NM   | Faro a ottica fissa                                 | Torre circolare su edificio a tre piani                          |
| 2096    | Faro dello Scoglio d'Africa, Scoglio d'Africa           |          | Mar Tirreno        | 42°21′30″N 10°03′51″E | Costruito nel 1868                          | 19 m s.l.m.  | 12 NM   | Faro a luce ritmica                                 | Torrione circolare con basamento a scarpa cordonato              |
| 2098    | Faro di Piombino, Piombino                              |          | Canale di Piombino | 42°55′12″N 10°31′31″E | Costruito negli anni venti del Novecento    | 18 m s.l.m.  | 11 NM   | Faro a luce ritmica                                 | Torre neogotica quadrata                                         |
| 2136    | Faro delle Formiche di Grosseto, Formiche di Grosseto   |          | Mar Tirreno        | 42°34′41″N 10°52′50″E | Costruito nel 1901; ristrutturato nel 1919. | 23 m s.l.m.  | 11 NM   | Fanale a luce ritmica                               | Torre a sezione circolare con fabbricato rettangolare            |
| 2140    | Faro di Talamone, Talamone                              |          | Mar Tirreno        | 42°33′06″N 11°08′01″E | Costruito nel 1865; ristrutturato nel 1947. | 30 m s.l.m.  | 15 NM   | Fanale a ottica fissa                               | Torre quadrata con lanterna circolare                            |
| 2144    | Faro di Lividonia, Porto Santo Stefano                  |          | Mar Tirreno        | 42°26′47″N 11°06′15″E | Costruito nel 1893; ristrutturato nel 1926. | 47 m s.l.m.  | 16 NM   | Fanale a ottica fissa                               | Torre ottagonale con lanterna circolare e fabbricato a due piani |
| 2156    | Faro del Fenaio, Isola del Giglio                       |          | Mar Tirreno        | 42°23′18″N 10°52′52″E | Costruito nel 1883                          | 39 m s.l.m.  | 16 NM   | Fanale a ottica fissa                               | Torre ottagonale con fabbricato a due piani                      |
| 2168    | Faro di Capel Rosso, Isola del Giglio                   |          | Mar Tirreno        | 42°19′15″N 10°55′11″E | Costruito nel 1883                          | 90 m s.l.m.  | 23 NM   | Fanale a ottica rotante                             | Torre ottagonale con fabbricato a due piani                      |
| 2172    | Faro di Porto Ercole, Porto Ercole                      |          | Mar Tirreno        | 42°23′24″N 11°12′46″E | Costruito nel 1862                          | 91 m s.l.m.  | 16 NM   | Fanale a ottica fissa                               | Torre circolare su bastione                                      |
| 2184    | Faro di Giannutri, Isola di Giannutri                   |          | Mar Tirreno        | 42°14′22″N 11°06′29″E | Costruito tra il 1861 e il 1883             | 61 m s.l.m.  | 13 NM   | Fanale a luce ritmica                               | Torre ottagonale con edificio a due piani                        |

## Lazio
| ID faro | Nome e località                         | Immagine | Mare    | Coordinate                  | Data            | Altezza luce | Portata   | Descrizione luce                              | Descrizione faro |
| ------- | --------------------------------------- | -------- | ------- | --------------------------- | --------------- | ------------ | --------- | --------------------------------------------- | --- |
| 2188    | Faro di Monte Cappuccini, Civitavecchia |          | Tirreno | 42°05′55″N 11°49′00″E       | Costruito: 1951 | 125 m s.l.m. | 24 miglia | Ottica rotante, luce a gruppi di 2 lampi      | Torre alta circa 30 metri con annessa abitazione per il personale.                                                               |
| 2258    | Faro di Capo Circeo, San Felice Circeo  |          | Tirreno | 41°13′20.78″N 13°04′07.51″E | Costruito: 1866 | 38 m s.l.m.  | 23 miglia | Ottica rotante, 1 lampi bianco ogni 5 secondi | Torre alta circa 18 metri con annessa abitazione per il personale ricoperta con piastrelle di maiolica bianca.                   |
| 2278    | Faro di Punta della Guardia, Ponza      |          | Tirreno | 40°52′42″N 12°57′12″E       | Costruito: 1886 | 112 m s.l.m. | 24 miglia |                                               | Torre ottagonale in muratura alta 17 metri che si innalza da una casa del custode a due piani dipinta a strisce bianche e rosse. |
| 2315    | Faro di Monte Orlando, Gaeta            |          | Tirreno | 41°12′04″N 13°34′07″E       | Costruito: 1954 | 185 m s.l.m. | 23 miglia | Ottica rotante, luce a gruppi di 3 lampi      | Torre alta 14 metri con annessa abitazione per il personale                                                                      |

## Campania
| ID faro | Nome e località                             | Immagine                      | Mare    | Coordinate                  | Data            | Altezza luce | Portata   | Descrizione luce | Descrizione faro                                                                     |
| ------- | ------------------------------------------- | ----------------------------- | ------- | --------------------------- | --------------- | ------------ | --------- | ---------------- | ------------------------------------------------------------------------------------ |
| 2612    | Faro di Punta Carena, Capri                 |                               | Tirreno | 40°32′10.15″N 14°11′55.93″E | Costruito: 1867 | 73 m s.l.m.  | 25 miglia | Ottica rotante   | Edificio a due piani sormontato da una torre tronco conica a strisce bianche e rosse |
| 2660    | Faro di Punta Fortino, Agropoli             |                               | Tirreno | 41°21.3′N 14°59.2′E         | Attivato: 1923  | 42 m s.l.m.  | 16 miglia | Ottica fissa     | Edificio ad un piano con la torretta che si erge dal terrazzo                        |
| 2672    | Faro di Scario, San Giovanni a Piro         |                               | Tirreno | 40°02.9′N 15°29.4′E         | Attivato: 1883  | 24 m s.l.m.  | 15 miglia | Ottica fissa     | Edificio bianco a due piani                                                          |
| 2358    | Faro di Punta Pioppeto, Procida             |                               | Tirreno | 40°46.2′N 14°01.1′E         |                 | 21 m s.l.m.  | 11 miglia | Ottica fissa     | (Nell'immagine è posto dietro il rudere)                                             |
| 2402    | Faro di Capo Miseno, Bacoli                 |                               | Tirreno | 40°46.7′N 14°05.3′E         | Attivato: 1869  | 80 m s.l.m.  | 16 miglia | Ottica fissa     | Torre sull'angolo di un edificio bianco a due piani                                  |
| 2668    | Faro di Capo Palinuro, Centola              | Faro di Capo Palinuro Centola | Tirreno | 40°01.5′N 15°16.4′E         | Attivato: 1870  | 206 m s.l.m. | 25 miglia | Ottica rotante   | Torre su edificio bianco a due piani                                                 |
| 2593.3  | Faro di Punta Campanella, Massa Lubrense    |                               | Tirreno | 40°34.1′N 14°19.5′E         | Attivato: 1872  | 65 m s.l.m.  | 10 miglia | Ottica fissa     | Luce posta su un traliccio metallico ad alimentazione fotovoltaica                   |
| 2628    | Faro di Capo d'Orso, Maiori                 |                               | Tirreno | 40°38′N 14°40.9′E           |                 | 66 m s.l.m.  | 16 miglia | Ottica fissa     | Posto al piano terra di un edificio bianco e rosso a due piani                       |
| 2564    | Faro d'Atterraggio, Castellammare di Stabia |                               | Tirreno | 40°41.8′N 14°28.5′E         | Attivato: 1870  | 114 m s.l.m. | 16 miglia | Ottica fissa     | Edificio bianco a tre piani                                                          |
| 2424    | Faro di Molo San Vincenzo, Napoli           |                               | Tirreno | 40°50′N 14°16.3′E           | Attivato: 1916  | 25 m s.l.m.  | 22 miglia | Ottica rotante   | Torre troncoconica in muratura di colore rosso pompeiano                             |
| 2370    | Faro di Castello d'Ischia, Ischia           |                               | Tirreno | 40°43.9′N 13°57.9′E         |                 | 82 m s.l.m.  | 16 miglia | Ottica fissa     | Lanterna posta sul terrazzo del castello                                             |
| 2374    | Faro di Ischia, Ischia                      |                               | Tirreno | 40°44.8′N 13°56.6′E         |                 | 13 m s.l.m.  | 15 miglia | Ottica fissa     | Torre cilindrica rossa                                                               |
| 2672    | Faro di Capo Imperatore, Ischia             |                               | Tirreno | 40°42.7′N 13°51.2′E         | Attivato: 1916  | 164 m s.l.m. | 22 miglia | Ottica rotante   | Edificio bianco a due piani                                                          |
| 2612    | Faro di Punta Carena, Anacapri              |                               | Tirreno | 40°32.2′N 14°11.9′E         | Attivato: 1867  | 73 m s.l.m.  | 25 miglia | Ottica rotante   | Torre ottagonale su edificio rosso a due piani                                       |

## Calabria
| ID faro | Nome e località                                                | Immagine                                                   | Mare    | Coordinate                | Data | Altezza luce       | Portata | Descrizione luce                                                        | Descrizione faro |
| ------- | -------------------------------------------------------------- | ---------------------------------------------------------- | ------- | ------------------------- | --- | ------------------ | ------- | ----------------------------------------------------------------------- | --- |
| 2680    | Scalea - CS                                                    | Picture of the former Lighthouse of Scalea, Cosenza, Italy | Tirreno | 39°49.1809′N 15°47.3054′E | Attivato: 07 dicembre 1922. Disattivato: 01 settembre 1981, con ordinanza Marispefari (Ispettorato Fari della Marina Militare) 2/11648 del 23 giugno 1981 | 92 m s.l.m.        | 25 mg   | Un lampo bianco, periodo 5 s                                            | Faro e alloggio fanalista, dipinti di rosso con merlatura e fregi bianchi. La torre merlata, sormontata dalla lanterna, è di forma quadrata, alta alla sommità 12,60 m. |
| 2684    | Capo Bonifati - CS                                             |                                                            | Tirreno | 39°32.6′N 15°53′E         | Attivato: 1929 |                    |         | Ottica fissa FI (2) W periodo 10 s                                      | Posto su un traliccio recintato da un muro bianco |
| 2688    | Paola - CS                                                     |                                                            | Tirreno | 39°21.7′N 16°02.2′E       | Costruito: XVI sec. Attivato: 1929 | 53 m s.l.m.        | 15 mg   | Luce a 3 lampi bianchi, periodo 15 s                                    | Torre alta 17 m, costruito sulla "Torre del Soffio", un antico fortino di difesa                                                                                        |
| 2692    | Capo Suvero - CZ                                               |                                                            | Tirreno | 38°57.1′N 16°09.5′E       | Costruito:1869 Ricostruita:1984 | 58 m s.l.m.        | 15 mg   | Luce a 2 lampi bianchi, periodo 10 s                                    | Torre quadrata alta 25 m su edificio a 2 piani, vicino a torre poligonale più antica                                                                                    |
| 2697    | Faro di Vibo, Calata Buccarelli, Vibo Marina - VV              |                                                            | Tirreno | 38°43.4′N 16°07.7′E       | |                    |         | Ottica fissa                                                            | Faro verde cilindrico a sezione decrescente su edificio più antico |
| 2698    | Faro di Vibo Marina, Banchina Generale Malta, Vibo Marina * VV |                                                            | Tirreno |                           | |                    |         |                                                                         | Faro rosso |
| 2708    | Capo Vaticano, Ricadi - VV                                     |                                                            | Tirreno | 38°37.1′N 15°49.7′E       | Costruito: 1870 Attivato:1885 | Oltre 100 m s.l.m. | 26 mg   | Ottica rotante di 500mm di focale, luce a 4 lampi bianchi, periodo 20 s | Torre cilindrica su fabbricato a un piano con tetto a terrazza |
| 2712    | Castello Ruffo di Scilla - RC                                  |                                                            | Tirreno | 38°15.4′N 15°42.9′E       | Costruito: 1255 Attivato:1913 |                    | 22 mg   | Ottica rotante a 4 pannelli, un lampo bianco, periodo 5 s               | Torre bianca su base nera, all'interno di castello omonimo |
| 2720    | Faro di Punta Pezzo, Villa San Giovanni - RC                   |                                                            | Tirreno | 38°13.8′N 15°38.2′E       | Costruito:Anni '50 |                    | 15 mg   | Tre lampi rossi, periodo 15 s                                           | Torre a bande bianco-rosse alta 23 m, base tronco-conica su edificio a un piano                                                                                         |
| 3380    | Capo dell'Armi - RC                                            |                                                            | Ionio   | 37°57'15.7"N 15°40'45.1"E | Attivato:1867 Rinnovato:1959 | 83 m s.l.m.        | 22 mg   | Due lampi bianchi, periodo 10 s                                         | Torre bianca ottagonale su fabbricato a 2 piani |
| 3384    | Faro di Capo Spartivento, Capo Spartivento - RC                |                                                            | Ionio   | 37°55.5′N 16°03.7′E       | Costruito:1867 Rinnovato:1910 |                    | 22 mg   | Ottica rotante                                                          | Torre bianca quadrangolare su edificio a un piano |
| 3388    | Punta Stilo, Monasterace Marina - RC                           |                                                            | Ionio   | 38°26.8′N 16°34.7′E       | Costruito:1895 |                    | 22 mg   | Tre luci bianche, periodo 15 s                                          | Torre a base ottagonale con strisce bianche e nere, edificio a un piano, su ruderi di epoca classica (forse un tempio a Zeus)                                           |
| 3396    | Faro di Capo Rizzuto, Capo Rizzuto - KR                        |                                                            | Ionio   | 38°53.8′N 17°05.6′E       | Attivato:1906 | 83 m s.l.m.        | 26 mg   | Ottica fissa, due lampi bianchi e rossi alternati, periodo 10 s         | Torre a base ottagonale tronco-piramidale alta 17 m, edificio a un piano                                                                                                |
| 3404    | Faro di Capo Colonna, Capo Colonna - KR                        |                                                            | Ionio   | 39°01.5′N 17°12.3′E       | Attivato:1873 | 40 m s.l.m.        | 24 mg   | Un lampo bianco, periodo 5 s                                            | Torre ottagonale alta 22 m su edificio a due piani |
| 3424    | Punta Alice, Cirò Marina - KR                                  |                                                            | Ionio   | 39°23.9′N 17°09.2′E       | Costruito:1895 Attivato:1896 |                    | 16 mg   | Due lampi bianchi, periodo 10 s                                         | Torre ottagonale tronco-piramidale alta 27 m su edificio a due piani, vicino ai resti del tempio di Apollo Aleo (V sec.)                                                |
|         | Capo Trionto, Rossano - CS                                     |                                                            | Ionio   | 39°37′N 16°46′E           | Attivato:1923 |                    |         | Inattivo                                                                | Torre cilindrica a sezione decrescente |

## Puglia
| ID faro | Nome e località                                                                | Immagine            | Mare      | Coordinate                  | Data                            | Altezza luce | Portata                                    | Descrizione luce                                                                     | Descrizione faro |
| ------- | ------------------------------------------------------------------------------ | ------------------- | --------- | --------------------------- | ------------------------------- | ------------ | ------------------------------------------ | ------------------------------------------------------------------------------------ | --- |
| 3432    | Faro di Capo San Vito, Taranto - TA                                            |                     | Ionio     | 40°24.7′N 17°12.2′E         | Costruito: 1848 Attivato: 1869  | 46 m s.l.m.  | geografica 18,4 mg; luminosa 22 m          | Ottica rotante ad un lampo bianco alternata a tre lampi bianchi, periodo 15 s        | Torre bianca cilindrica emergente da un fabbricato intonacato a 2 piani coperto a terrazza                                                                                                |
| 3562    | Faro di Gallipoli, Gallipoli - LE                                              |                     | Ionio     | 40°03′00.3″N 17°56′58.1″E   | Costruito: 1850                 | 12 m s.l.m.  | 20 miglia                                  | lampo bianco alternato a lampo bianco                                                | Torre posta su un edificio di due piani sull'Isola di Sant'Andrea |
| 3584    | Faro di Torre San Giovanni, Torre San Giovanni (Ugento) - LE                   |                     | Ionio     | 39°53′25″N 18°06′45″E       | Attivato nel 1932               | 24 m s.l.m.  | 15 miglia                                  | Periodo 4 s                                                                          | Costruito su una vecchia torre costiera |
| 3590    | Faro di Santa Maria di Leuca, Santa Maria di Leuca (Castrignano del Capo) - LE |                     | Ionio     | 39°47′N 18°19′E             | Costruito: 1864 Attivato: 1866  | 102 m s.l.m. | Oltre 25 mg                                | Ottica rotante di 16 lenti con lampo bianco alternato a lampo rosso visibile a 50 km | Torre a base ottagonale posta su un edificio di due piani per un'altezza complessiva di 46 metri e sorto sul posto di una torre anticorsara ormai logorata dal tempo.                     |
| 3596    | Faro di Punta Palascìa, Otranto - LE                                           |                     | Adriatico | 41°53′21″N 16°11′03″E       | Costruito 1865                  | 92 m s.l.m.  | 18 miglia                                  | 60 m s.l.m.                                                                          | Il faro è alto 32m ed è costituito da una torre cilindrica con annesso un edificio in muratura a due piani.                                                                               |
| 3608    | Faro di Sant'Andrea di Missipezza, Torre Sant'Andrea (Melendugno) - LE         |                     | Adriatico | 40°15′18″N 18°26′42″E       | Costruito nel 1936              | 24 m s.l.m.  | 15 miglia nautiche                         | Luce a ottica fissa con lampi della durata di 7 secondi                              | Torre alta 16 metri |
| 3612    | Faro di San Cataldo, San Cataldo (Lecce) - LE                                  |                     | Adriatico | 40°23′24″N 18°18′07″E       | Costruito: a partire dal 1895   | 25 m s.l.m.  | 16 miglia                                  | quarto ordine a luce fissa bianca variata da lampi di 10” in 10”                     | Torre di forma ottagonale alta m. 23,30 con annesso edificio in muratura. |
| 3626    | Faro sul Castello Alfonsino, Brindisi - BR                                     |                     | Adriatico | 40°39.3′N 17°58.1′E         | Attivato nel 2003               | 28 m s.l.m.  | 10 miglia                                  | Periodo: 20 s Fasi: 0.5 -1.5 - 0.5 - 1.5 - 0.5 - 1.5 - 0.5 - 13.5                    | Costruito sul Castello Alfonsino di Brindisi per sostituire il più grande faro a castelletto in disuso dal 1984                                                                           |
| 3688    | Faro di Torre Canne, Torre Canne (Fasano) - BR                                 |                     | Adriatico | 40°50.4′N 17°28.1′E         | Costruito: a partire dal 1927   | 35 m s.l.m.  | Portata nominale: 16 Mn                    | ottica fissa. Luce: tipo Fl(2), colore W, Periodo 10 sec., Fasi 1-2-1-6              | Torre ottagonale alta 35 m, larga 7 m alla base e 4 m all'estremità superiore |
| 3706    | Faro di Bari, Bari - BA                                                        |                     | Adriatico | 41°08.3′N 16°50.7′E         | Costruito: 1869                 | 66 m s.l.m.  | 24 miglia                                  | Ha un periodo di 20 s e fasi di 0,2 - 3,8 - 0,2 - 3,8 - 0,2 - 11,8                   | Faro alto 62m e costituito da una torre ottagonale con alla base un edificio in muratura. È il quarto faro più alto d'Italia, dopo quelli di Genova, Vasto e Trieste, e il 22 al mondo.   |
| 3752    | Faro di Molfetta, Molfetta - BA                                                | Il faro di Molfetta | Adriatico | 41°12′30″N 16°35′39″E       | Costruito: 1853: Attivato: 1857 | 18 m s.l.m.  | 17 miglia nautiche                         | Luce intermittente bianca, periodo 6 s.                                              | Torre ottagonale tronco piramidale in pietra chiara appoggiata su uno zoccolo cilindrico, abbellito da un terrazzo con ringhiera che avvolge la lanterna.                                 |
| 3771    | Faro di Trani, Trani - BT                                                      |                     | Adriatico | 41°16.98′N 16°25.37′E       | Attivato nel 1885               | 9 m s.l.m.   | 14 miglia                                  | Ottica fissa con luce bianca del periodo di 5 s e intervalli 1-4                     | Torretta cilindrica alta 5 m e posta direttamente sul molo. |
| 3780    | Faro Nuovo di Barletta, Barletta - BT                                          |                     | Adriatico | 41°19′28.74″N 16°17′06.18″E | Edificato nel 1959              | 36 m s.l.m.  | 17 miglia                                  | Periodo di 12 s e intervalli 2-2-2-6                                                 | Torre ottagonale alta 31 m costruita per sostituire un altro faro ordinato dal fratello di Napoleone Bonaparte (nell'immagine i fari sono rispettivamente al centro e all'estrema destra) |
| 3796    | Faro di Manfredonia, Manfredonia - FG                                          |                     | Adriatico | 41°38′N 15°55′E             | Costruito nel 1868              | 20 m s.l.m.  | principale: 23 miglia e riserva: 18 miglia | Periodo: 6 s e fasi di 0,2 - 4,8                                                     | Torre ottagonale di 18 m di altezza posta su un edificio a due piani |
| 3812    | Torre Preposti, Vieste - FG                                                    |                     | Adriatico | 41°47′N 16°11.5′E           | Attivato nel 1937               | 62 m s.l.m.  | 15 miglia                                  | Periodo 5 s e intervalli 1-4                                                         | Edificio bianco posto su una torre rossa con un'altezza totale di 22 m |
| 3816    | Faro di Vieste, Vieste - FG                                                    |                     | Adriatico | 41°53′21″N 16°11′03″E       | Edificato nel 1867              | 40 m s.l.m.  | 25 miglia                                  | 3 lampi rossi del periodo di 15 s                                                    | Torre ottagonale alta 27 m in mattoni che si erge sull'ex-abitazione del guardiano |
| 3844    | Faro sulla Punta del Diavolo, Isola di San Domino (Isole Tremiti) - FG         |                     | Adriatico | 42°06.3′N 15°28.6′E         | Attivato nel 1905               | 48 m s.l.m.  | 11 miglia                                  | Periodo 10 s e intervalli 1-1-1-1-1-5                                                | Torretta bianca alta 16 metri. |
| 3832    | Faro dell'Isola Pianosa, Isola di Pianosa (Isole Tremiti) - FG                 |                     | Adriatico | 42°13.5′N 15°44.8′E         | Attivato nel 1914               | 25 m s.l.m.  | 12 miglia                                  | Lampi bianchi periodo: 10 s intervalli: 1-1.5.-1-6.5                                 | Traliccio bianco alto 17 m ad alimentazione fotovoltaica |

## Molise
| ID faro | Nome e località                | Immagine | Mare      | Coordinate          | Data           | Altezza luce | Portata | Descrizione luce                | Descrizione faro                                     |
| ------- | ------------------------------ | -------- | --------- | ------------------- | -------------- | ------------ | ------- | ------------------------------- | ---------------------------------------------------- |
| 3846    | Faro di Termoli, Termoli - CB. |          | Adriatico | 42°00.3′N 14°59.8′E | Costruito:1963 | 41 m s.l.m.  | 15 mg   | Due lampi bianchi, periodo 10 s | Quadripode bianco alto 19 m su fabbricato a un piano |

## Abruzzo
| ID faro | Nome e località                     | Immagine | Mare      | Coordinate          | Data                                                     | Altezza luce | Portata | Descrizione luce                                  | Descrizione faro |
| ------- | ----------------------------------- | -------- | --------- | ------------------- | -------------------------------------------------------- | ------------ | ------- | ------------------------------------------------- | --- |
| 3856    | Faro di Punta Penna, Vasto - CH     |          | Adriatico | 42°10.2′N 14°42.9′E | Costruito: 1909/1912 Attivazione: 1912 Ricostruito: 1948 | 84 m s.l.m.  | 25 mg   | Lampo di luce bianca, periodo 5 s                 | Torre a base troncopiramidale ottagonale (alt. 70 m) su fabbricato di 2 piani, è la seconda per altezza in Italia, disegno di Olindo Tarcione |
| 3864    | Faro di Ortona, Ortona, molo N - CH |          | Adriatico | 42°21.5′N 14°24.5′E | Costruito: 1872 Attivato: 1937                           | 24 m s.l.m.  | 15 mg   | Ottica fissa, luce a 2 lampi bianchi, periodo 6 s | Torre ottagonale su fabbricato di 2 piani |

## Marche
| ID faro | Nome e località                                                 | Immagine                                              | Mare      | Coordinate          | Data                           | Altezza luce | Portata | Descrizione luce                                  | Descrizione faro |
| ------- | --------------------------------------------------------------- | ----------------------------------------------------- | --------- | ------------------- | ------------------------------ | ------------ | ------- | ------------------------------------------------- | --- |
| 3898    | Faro di San Benedetto del Tronto, San Benedetto del Tronto - AP |                                                       | Adriatico | 42°57.1′N 13°53.2′E | Attivato:1957                  | 31 m s.l.m.  | 22 mg   | Due lampi bianchi, periodo 10 s                   | Torre bianca cilindrica con terrazza su edificio a due piani |
| 3904    | Pedaso - AP                                                     |                                                       | Adriatico | 43°05.4′N 13°50.8′E | Attivato:1887 Ricostruito:1950 | 51 m s.l.m.  | 16 mg   | Tre lampi bianchi, periodo 15 s                   | Torre bianca tronco-conica su piedistallo ottagonale con due terrazze, posta su edificio a due piani |
| 3912    | Faro della Chiesa del Cristo Re, Civitanova Marche - MC         |                                                       | Adriatico | 43°19′N 13°44′E     | Attivato:1967                  | 42 m s.l.m.  | 11 mg   | 4 lampi bianchi,due corti due lunghi, periodo 15s | Faro posto sul campanile della chiesa |
| 3930    | Faro di Ancona, Ancona - AN                                     |                                                       | Adriatico | 43°37.3′N 13°31′E   | Attivato:1860                  | 118 m s.l.m. | 25 mg   | Quattro lampi bianchi, periodo 30 s               | Il faro vecchio è una torre cilindrica fatta costruire da Pio IX sul Monte Cappuccini; non è più funzionante, perché nel 1972 fu sostituito dal nuovo faro, a base quadrata, costruito nei pressi, chiamato "Faro di Monte Cappuccini". |
| 3954    | Faro di Senigallia, Molo di Levante, Senigallia - AN            | Il faro e il fiume nei pressi del suo sbocco sul mare | Adriatico | 43°43.2′N 13°13.3′E | Attivato:1950                  | 17 m s.l.m.  | 15 mg   | Due lampi bianchi, periodo 15 s                   | Torre rettangolare a bande bianco-nere su edificio a tre piani |
| 3966    | Faro di Fano, Fano - PU                                         |                                                       | Adriatico | 43°51′N 13°00.9′E   | Attivato:1903                  | 21 m s.l.m.  | 14 mg   | Lampo bianco unico, periodo 5 s                   | Torre bianca quadrata con terrazza addossata a edificio a due piani color mattone |
| 3986    | Faro di Monte San Bartolo, Monte San Bartolo, Pesaro - PU       |                                                       | Adriatico | 43°55.4′N 12°53′E   | Attivato:1952                  | 165 m s.l.m. | 25 mg   | Due lampi bianchi, periodo 15 s                   | Torre bianca tronco-conica alta 25 m addossata a edificio a due piani color mattone |
| 3996    | Faro di Cattolica, Molo di Levante, Gabicce Mare - PU           |                                                       | Adriatico | 43°58.1′N 12°45.1′E | Costruito:1960                 | 17 m s.l.m.  | 15 mg   | "O" di codice Morse a luce bianca, periodo 14 s   | Quadripode bianco e nero alto 17 m su casotto a un piano Il "faro di Cattolica" è situato nel territorio di Gabicce Mare (PU), Marche                                                                                                   |

## Emilia-Romagna
| ID faro | Nome e località                               | Immagine | Mare      | Coordinate          | Data                                                 | Altezza luce | Portata | Descrizione luce                       | Descrizione faro |
| ------- | --------------------------------------------- | -------- | --------- | ------------------- | ---------------------------------------------------- | ------------ | ------- | -------------------------------------- | --- |
| 4005    | Faro di Rimini, Porto Canale, Rimini - RN     |          | Adriatico | 44°04.4′N 12°34.5′E | Costruito:1754 Attivato:1862 Ristrutturato:1934/1946 | 27 m s.l.m.  | 15 mg   | Luce a tre lampi bianchi, periodo 12 s | Torre-fortino bianca quadrangolare su base tronco piramidale, con terrazza, addossata a edificio a due piani. Progetto di Luigi Vanvitelli completato da G.F. Buonamici |
| 4028    | Faro di Cesenatico, Molo E - FC               |          | Adriatico | 44°12.3′N 12°24.1′E | Costruito:1892                                       | 18 m s.l.m.  | 15 mg   | Due lampi bianchi, periodo 6 s         | Torre bianca circolare alta 17 m vicino a edificio a due piani |
| 4056    | Faro di Porto Corsini, Marina di Ravenna - RA |          | Adriatico | 44°29.5′N 12°17.1′E | Costruito:1863 Ristrutturato:1947                    | 35 m s.l.m.  | 20 mg.  | Lampo bianco unico, periodo 5 s.       | Torre bianca ottagonale su edificio a 3 piani |
| 4062    | Faro di Porto Garibaldi, Porto Garibaldi - FE |          | Adriatico | 44°40.5′N 12°14.7′E | Costruito:1937                                       | 14 m s.l.m.  | 15 mg   | Quattro lampi bianchi, periodo 15 s.   | Torre bianca cilindrica con terrazza addossata a edificio a 2 piani |
| 4072    | Faro del Po di Goro, Goro - FE                |          | Adriatico | 44°48′N 12°24′E     | Costruito:1951                                       | 22 m s.l.m.  | 17 mg   | Due lampi bianchi, periodo 10 s.       | Torre bianca tronco conica con terrazza, addossata a edificio a 2 piani, raggiungibile solo con il traghetto                                                            |

## Veneto
| ID faro | Nome e località                                      | Immagine | Mare      | Coordinate                  | Data                  | Altezza luce    | Portata   | Descrizione luce                                                  | Descrizione faro |
| ------- | ---------------------------------------------------- | -------- | --------- | --------------------------- | --------------------- | --------------- | --------- | ----------------------------------------------------------------- | --- |
| 4264    | Faro di Piave Vecchia                                |          | Adriatico | 45°28′42.87″N 12°35′00.24″E | tra il 1948 e il 1950 | 48 metri        | 18 miglia |                                                                   | Torre cilindrica a fasce bianche e nere. |
| 4132    | Faro Rocchetta                                       |          | Adriatico |                             | 1879                  | 20 metri        | 16 miglia |                                                                   | Torre cilindrica bianca. |
| 4152    | Faro del Porto di Lido-diga nord Punta Sabbioni (Ve) |          | Adriatico | 45°25′22″N 12°26′12″E       | 1908                  | 26 metri        | 15 miglia | Luce bianca con fanale a lampi verdi                              | Costruzione in cemento armato ricordante una pagoda. |
|         | Porto di Malamocco                                   |          | Adriatico |                             |                       |                 |           |                                                                   | |
| 4177.1  | Faro di Murano - Murano (Ve)                         |          | Adriatico |                             | 1934                  | 35 metri        | 17 miglia |                                                                   | |
| 4272    | Faro di Caorle                                       |          | Adriatico | 45°36′00.65″N 12°53′34.87″E | 1905                  | 12 metri        | 14 miglia |                                                                   | Campanile del Santuario della Madonna dell'Angelo Dati tecnici |
| 4288    | Faro di Punta Tagliamento Bibione (Ve)               |          | Adriatico | 45°38′10″N 13°05′51″E       | 1913                  | 25 metri        | 15 miglia | 3 lampi bianchi. Periodo 10s                                      | Torre tronco conica bianca. |
|         | Spignon                                              |          | Adriatico |                             |                       |                 |           |                                                                   | |
| 4084    | Faro Punta Maistra - Pila - Delta del Po (RO)        |          | Adriatico | 44° 58,1` N - 12° 31,8` E   | 1949                  | 47 metri s.l.m. | 30 Km     | attivo dal tramonto all’alba con 3 lampi bianchi ogni 20 secondi. | Il faro si trova sul ramo del Po di Pila su un isolotto accessibile solo via mare ed è una costruzione in muratura bianca. Il faro fu costruito in sostituzione del manufatto di Pila del 1885 (sull’Isola Ca Venier, 10 Km a ovest), distrutto durante la Seconda guerra mondiale per mano delle truppe tedesche in ritirata. L’attuale faro, inaugurato nel 1949, è di forma cilindrica e la sua torre ha un diametro esterno di 3.60 metri e un’altezza di 45 metri. La lanterna proviene dall’antico faro di Pila e risale al 1900. |

## Friuli - Venezia Giulia
| ID faro | Nome e località                                  | Immagine | Mare      | Coordinate            | Data           | Altezza luce | Portata            | Descrizione luce                | Descrizione faro |
| ------- | ------------------------------------------------ | -------- | --------- | --------------------- | -------------- | ------------ | ------------------ | ------------------------------- | --- |
| 4376    | Faro della Vittoria, Trieste - TS                |          | Adriatico | 45°40′32″N 13°45′25″E | Costruito:1927 | 128 m s.l.m. | 22 miglia nautiche | Due lampi bianchi, periodo 10 s | Torre cilindrica alta 68.8 m in pietra bianca d'Istria, opera dell'ing. Arduino Berlam. Sormontata da vittoria alata in bronzo. |
|         | Lanterna di Trieste, Molo Teresiano Trieste - TS |          | Adriatico | 45°39′N 13°46′E       | Costruito:1831 |              |                    | Inattivo dal 1969               | Torre a base cilindrica alta 33.5 m, opera di Matteo Pertsch, soppiantato dal Faro della Vittoria                               |

## Sicilia
| ID faro | Nome e località                                         | Immagine                | Mare              | Coordinate                  | Data            | Altezza luce  | Portata            | Descrizione luce | Descrizione faro |
| ------- | ------------------------------------------------------- | ----------------------- | ----------------- | --------------------------- | --------------- | ------------- | ------------------ | ---------------- | --- |
| 2796    | Faro Biscari, Catania - CT                              |                         | Mar Ionio         | 37°29.3′N 15°05.1′E         | Costruito: 1951 | 31 m s.l.m.   | 22 miglia          | Ottica rotante   | Torre circolare in pietra bianca con lanterna e galleria. La cupola è color grigio-metallico. Flash ogni 5 secondi. |
| 2954    | Faro San Giacomo Licata - AG                            |                         | Canale di Sicilia | 37°05.8′N 13°56.5′E         | Costruito: 1902 | 37,5 m s.l.m. | 21 miglia          | Ottica rotante   | Edificio a due piani sormontato da una torre conica bianca |
| 3170    | Faro di San Vito lo Capo                                |                         | Mar Tirreno       | 38°11′18.77″N 12°43′59.83″E | Attivato: 1859  | 43 m s.l.m.   | 25 miglia          | Ottica Rotante   | Il faro è composto di un fabbricato bianco di un piano abitato dal farista con adiacente la Torre Faro alta 40 metri con lanterna e galleria. La portata è di 25 miglia ed è visibile per 228° (tra 225° e 93°) nella zona mare compresa tra Punta Carini e la rada di Trapani. |
| 2942    | Faro di Punta Secca, Ragusa                             |                         | Canale di Sicilia | 36°47′14″N 14°29′39″E       | Costruito: 1853 | 35 m s.l.m.   | 16 miglia nautiche | Ottica fissa     | Il faro è composto dalla Torre Faro alta 35 metri con lanterna e galleria e da un edificio ad un piano dell'autorità marittima militare. Visibile per 206° (tra 112° e 318°) nella zona mare compresa tra Cava d'Aliga e Gela.                                                  |
| 3261    | Faro di Capo Cefalù, Cefalù                             |                         | Mar Tirreno       | 38°02.3′N 14°01.8′E         | Costruito: /    | 80 m s.l.m.   | 25 miglia          | Ottica rotante   | Il faro è composto dalla Torre Faro alta 26 metri con lanterna e galleria e da un edificio a 2 piani dell'autorità marittima militare. |
| 3010    | Faro di Torretta Granitola - TP                         |                         | Canale di Sicilia | 37°33′57″N 12°39′43″E       | Costruito: 1862 | 38 m s.l.m.   | 23 miglia          | Ottica fissa     | Torre cilindrica su edificio bianco ad un piano |
| 3264    | Faro di Capo d'Orlando - ME                             | Faro di Capo d'Orlando  | Mar Tirreno       | 38°09.9′N 14°44.8′E         | -               | 27 m s.l.m.   | 16 miglia nautiche | Ottica Fissa     | Torre rossa quadrangolare su edificio |
| 3296    | Capo Faro, Malfa                                        | Faro di Capo Malfa      | Mar Tirreno       | 38°34.8′N 14°52.3′E         |                 | 56 m s.l.m.   | 18 miglia nautiche | Ottica Fissa     | Torre adiacente ad edificio |
| 3268    | Faro di Capo Milazzo, Milazzo                           |                         | Mar Tirreno       | 38°16.2′N 15°13.9′E         | -               | 90 m s.l.m.   | 16 miglia nautiche | Ottica Fissa     | Torrione bianco |
| 2736    | Faro di Capo Peloro, Messina                            |                         | Mar Tirreno       | 38°16.1′N 15°39.4′E         | Attivato: 1909  | 37 m s.l.m.   | 19 miglia nautiche | Ottica rotante   | Torre ottagonale a fasce bianche e nere su edificio bianco |
| 2752    | Faro di Punta San Raineri, Messina                      |                         | Mar Tirreno       | 38°11.6′N 15°34.5′E         | Attivato 1857   | 42 m s.l.m.   | 22 miglia nautiche | Ottica rotante   | Torretta ottagonale a fasce bianche e nere su un più vecchio torrione |
| 3276    | Faro di Capo Rasocolmo, Messina                         | Faro di Capo Rasocolmo  | Mar Tirreno       | 38°17.7′N 15°31.1′E         | -               | 85 m s.l.m.   | 15 miglia nautiche | Ottica Fissa     | Edificio in muratura |
| 3280    | Faro di Punta dei Porci, isola Vulcano comune di Lipari | Faro di Punta dei Porci | Mar Tirreno       | 38°22.1′N 14°59.5′E         | Attivato: 1887  | 35 m s.l.m.   | 16 miglia nautiche | Ottica Fissa     | Torre su edificio bianco a due piano |
| 3284    | Faro di Marina Corta, Lipari                            | Faro di Marina Corta    | Mar Tirreno       | 38°27.9′N 14°57.5′E         | Attivato: 1916  | 10 m s.l.m.   | 14 miglia nautiche | Ottica Fissa     | Torre cilindrica bianca |
| 3300    | Faro di Punta Lingua, Santa Marina Salina               |                         | Mar Tirreno       | 38°32.2′N 14°52.3′E         | -               | 13 m s.l.m.   | 11 miglia nautiche | Ottica Fissa     | Torre su edificio bianco ad un piano |
| 2788    | Faro di Capo Molini, Acireale                           |                         | Mar Ionio         | 37°34.6′N 15°10.6′E         | Attivato: 1919  | 42 m s.l.m.   | 22 miglia nautiche | Ottica rotante   | Edificio bianco |
| 2815    | Faro di Brucoli, Augusta                                |                         | Mar Ionio         | 37°17.1′N 15°11.4′E         |                 | 13 m s.l.m.   | 11 miglia nautiche | Ottica Fissa     | Torre bianca con fascia rossa su edificio |
| 2820    | Faro di Santa Croce, Augusta                            |                         | Mar Ionio         | 37°14.6′N 15°15.4′E         | Attivato: 1859  | 39 m s.l.m.   | 16 miglia nautiche | Ottica Fissa     | Torre cilindrica su edificio bianco |
| 2910    | Faro Capo Murro di Porco, Siracusa                      |                         | Mar Ionio         | 37°00.1′N 15°20.1′E         | Attivato: 1959  | 34 m s.l.m.   | 17 miglia nautiche | Ottica Fissa     | Torre ottagonale su edificio bianco |
| 2918    | Faro di Cozzo Spadaro, Portopalo di Capo Passero        |                         | Mar Ionio         | 36°41.2′N 15°07.9′E         | Attivato: 1864  | 82 m s.l.m.   | 24 miglia nautiche | Ottica rotante   | Torre ottagonale su edificio bianco |
| 2934    | Faro di Pozzallo                                        |                         | Canale di Sicilia | 36°42.6′N 14°49.9′E         | Attivato: 1905  | 18 m s.l.m.   | 15 miglia nautiche | Ottica Fissa     | Torretta cilindrica in muratura |
| 3194    | Faro di Punta Cavazzi Ustica                            |                         | Mar Tirreno       | 38°41.6′N 13°09.3′E         | Attivato: 1885  | 40 m s.l.m.   | 16 miglia nautiche | Ottica Fissa     | Torre cilindrica bianca |
| 3186    | Faro di Punta Omo Morto Ustica                          |                         | Mar Tirreno       | 38°42.8′N 13°11.9′E         | Attivato: 1884  | 100 m s.l.m.  | 25 miglia nautiche | Ottica rotante   | Torre sull'angolo di un edificio bianco |
| 3244    | Faro di Capo Zafferano, Santa Flavia                    |                         | Mar Tirreno       | 38°06.7′N 13°32.2′E         | Attivato: 1884  | 34 m s.l.m.   | 16 miglia nautiche | Ottica Fissa     | Torre su edificio bianco |
| 3208    | Faro di sulla diga foranea, Palermo                     |                         | Mar Tirreno       | 38°07.6′N 13°22.6′E         | Attivato: 1982  | 15 m s.l.m.   | 15 miglia nautiche | Ottica Fissa     | Torre cilindrica bianca |
| 3198    | Faro di Capo Gallo Palermo                              |                         | Mar Tirreno       | 38°13.4′N 13°19′E           | Attivato: 1854  | 40 m s.l.m.   | 16 miglia nautiche | Ottica Fissa     | Torre su edificio bianco |
| 3138    | Faro di Scoglio Palumbo, Trapani                        |                         | Mar Tirreno       | 38°00.8′N 12°29.3′E         | Attivato: 1881  | 16 m s.l.m.   | 11 miglia nautiche | Ottica Fissa     | Torre cilindrica bianca adiacente ad un edificio in muratura |
| 3128    | Faro di Isolotto Formica, Trapani                       |                         | Mar Tirreno       | 37°59.3′N 12°25.6′E         | Attivato: 1858  | 28 m s.l.m.   | 11 miglia nautiche | Ottica Fissa     | Torre cilindrica posta sul castello |
| 3120    | Faro di Capo Grosso, Favignana                          |                         | Mar Tirreno       | 38°01.2′N 12°20′E           | Attivato: 1858  | 68 m s.l.m.   | 11 miglia nautiche | Ottica Fissa     | Torre cilindrica su edificio in muratura |
| 3194    | Faro di Scoglio Porcelli, Trapani                       |                         | Mar Tirreno       | 38°02.6′N 12°26.3′E         | Attivato: 1903  | 25 m s.l.m.   | 11 miglia nautiche | Ottica Fissa     | Torre cilindrica |
| 3112    | Faro di Punta Libeccio, Marettimo Favignana             |                         | Mar Tirreno       | 37°57.4′N 12°03′E           | Attivato: 1867  | 73 m s.l.m.   | 24 miglia nautiche | Ottica rotante   | Torre su edificio a due piani |
| 3104    | Faro di Punta Sottile, Favignana                        |                         | Mar Tirreno       | 37°56.1′N 12°16.3′E         | Attivato: 1860  | 43 m s.l.m.   | 25 miglia nautiche | Ottica rotante   | Torre cilindrica su edificio bianco |
| 3100    | Faro di Punta Marsala, Favignana                        |                         | Mar Tirreno       | 37°54.4′N 12°21.1′E         | Attivato: 1859  | 20 m s.l.m.   | 15 miglia nautiche | Ottica Fissa     | Torre cilindrica su edificio bianco a due piani |
| 3080    | Faro di Marsala                                         |                         | Mar Tirreno       | 37°47.2′N 12°26.2′E         | Attivato: 1885  | 19 m s.l.m.   | 15 miglia nautiche | Ottica Fissa     | Torre cilindrica su edificio bianco |
| 3020    | Faro di Capo Granitola, Campobello di Mazara            |                         | Mar Tirreno       | 37°33.9′N 12°39.7′E         | Attivato: 1865  | 37 m s.l.m.   | 18 miglia nautiche | Ottica Fissa     | Torre cilindrica su edificio bianco |
| 3310    | Faro di Strombolicchio                                  |                         | Mar Tirreno       | 38°49′N 15°15.2′E           |                 | 57 m s.l.m.   | 11 miglia nautiche | Ottica Fissa     | Torre cilindrica su edificio bianco |
| 3038    | Faro di Capo Grecale, Lampedusa                         |                         | Canale di Sicilia | 35°31.1′N 12°37.9′E         |                 | 82 m s.l.m.   | 22 miglia nautiche | Ottica rotante   | Torre ottagonale su edificio bianco |
| 3054    | Faro di Linosa                                          |                         | Canale di Sicilia | 35°52.3′N 12°52.7′E         | Attivato: 1891  | 32 m s.l.m.   | 16 miglia nautiche | Ottica Fissa     | Torre cilindrica su edificio bianco |
| 2998    | Faro di Capo Rossello, Realmonte                        |                         | Canale di Sicilia | 37°17.7′N 13°27′E           |                 | 89 m s.l.m.   | 22 miglia nautiche | Ottica rotante   | Torre cilindrica su edificio bianco |
| 3006    | Faro di Capo San Marco, Sciacca                         |                         | Canale di Sicilia | 37°29.8′N 13°01.3′E         | Attivato: 1992  | 25 m s.l.m.   | 18 miglia nautiche | Ottica Fissa     | Torretta cilindrica su edificio bianco |
| 3018    | Faro S. Leonardo, Pantelleria                           |                         | Canale di Sicilia | 36°50.1′N 11°56.7′E         | Attivato: 1988  | 21 m s.l.m.   | 15 miglia nautiche | Ottica Fissa     | Lanterna posta su edificio prefabbricato |
| 3014    | Faro di Punta Spadillo, Pantelleria                     |                         | Canale di Sicilia | 36°49.5′N 12°00.7′E         | Attivato: 1884  | 50 m s.l.m.   | 24 miglia nautiche | Ottica rotante   | Torre cilindrica su edificio bianco a due piano |

## Sardegna
| ID faro | Nome e località                                               | Immagine                                 | Mare             | Coordinate           | Data            | Altezza luce | Portata            | Descrizione luce                                                            | Descrizione faro |
| ------- | ------------------------------------------------------------- | ---------------------------------------- | ---------------- | -------------------- | --------------- | ------------ | ------------------ | --------------------------------------------------------------------------- | --- |
|         | Faro di Capo Caccia, Capo Caccia, Alghero - SS                |                                          | Mar di Sardegna  | 40°33′39″N 8°09′50″E | Attivato: 1864  | 186 m s.l.m. | 24 miglia nautiche | Ottica rotante                                                              | Edificio a tre piani sormontato da una torre rotonda di colore bianco. È il più alto di tutta la Sardegna ed è tra i più visibili a distanza di tutto il Mediterraneo. |
| 1270    | Faro di Capo Sant'Elia, Cagliari - CA                         |                                          | Mar Tirreno      | 39°11′N 9°08.9′E     | Costruito: 1860 | 70 m s.l.m.  | 21 mg              | Ottica rotante                                                              | Edificio a due piani sormontato da una torre cilindrica a strisce bianche e nere                                                                                       |
|         | Faro di Capo Testa, Santa Teresa di Gallura - OT              |                                          | Mar di Sardegna  | 41°14′37″N 9°08′39″E | Attivato: 1845  | 67 m s.l.m.  | 17 miglia          | Ottica fissa                                                                | Edificio a due piani sormontato da una torre quadrata di colore bianco                                                                                                 |
|         | Faro di Capo Carbonara, Villasimius - CA                      |                                          | Mar Tirreno      | 39°06′15″N 9°30′49″E | Attivato: 1917  | 120 m s.l.m. | 23 miglia          | Ottica rotante                                                              | Torre rotonda in muratura di colore bianca alta 5 metri |
|         | Faro di Capo Ferro, Porto Cervo - OT                          |                                          | Mar Tirreno      | 41°09′03″N 9°31′04″E | Attivato: 1858  | 52 m s.l.m.  | 24 miglia          | Ottica rotante                                                              | Torre rotonda in muratura di colore bianca |
| 1390    | Faro di Capo San Marco, Cabras - OR                           | Faro di Capo San Marco                   | Mar di Sardegna  | 39°51′36″N 8°26′06″E | Attivato: 1924  | 57 m s.l.m.  | 22 miglia          | Ottica rotante, doppio lampo bianco, fasi 0.2-2-0.2-7.6, periodo 10 secondi | Torre cilindrica su edificio di 2 piani |
|         | Faro di Capo Sandalo, Carloforte - CI                         | Il promontorio e il faro di Capo Sandalo | Mar Tirreno      | 39°08′08″N 8°13′04″E | Attivato: 1864  | 134 m s.l.m. | 24 miglia          | Ottica rotante                                                              | Edificio di due piani in muratura sormontato da una torre circolare |
| 1262    | Faro di Isola dei Cavoli, Villasimius                         |                                          | 39°05.3′N 9°32′E | Mar Tirreno          | Attivato: 1858  | 74 m s.l.m.  | 11 miglia          | Ottica fissa                                                                | Torre con fasce bianche e nere su edificio a due piani |
|         | Faro di Porto Torres - SS                                     |                                          | Mar di Sardegna  | 40°50′00″N 8°23′08″E | Attivato: 1966] | 45 m s.l.m.  | 16 miglia          | Ottica fissa                                                                | Edificio a due piani sormontato da una torre quadrata di colore rosa con tre terrazzi                                                                                  |
|         | Faro di Punta Scorno - SS                                     |                                          | Mar di Sardegna  | 41°07′01″N 8°19′01″E | Attivato: 1859] | 80 m s.l.m.  | 16 miglia          | Ottica fissa                                                                | Edificio a tre piani sormontato da una torre rotonda di colore bianco                                                                                                  |
|         | Faro di Porto Conte, Torre Nuova (Porto Conte - Alghero) - SS |                                          | Mar di Sardegna  | 40°35′05″N 8°12′03″E | Attivato: 1859] | 17 m s.l.m.  | 10 miglia          | Ottica rotante                                                              | Torre rotonda di colore bianco |
| 1246    | Faro di Capo Bellavista, Arbatax                              |                                          | Mar Tirreno      | 39°55.8′N 9°42.8′E   | Attivato: 1866  | 165 m s.l.m. | 26 miglia          | Ottica rotante                                                              | Torretta su edificio bianco |
| 1310    | Faro di Capo Spartivento, Cagliari                            |                                          | Mar Tirreno      | 38°52.7′N 8°50.7′E   | Attivato: 1866  | 81 m s.l.m.  | 22 miglia          | Ottica rotante                                                              | Torre su edificio rosso a due piani |
| 1315    | Faro di Sant'Antioco                                          |                                          | Mar di Sardegna  | 39°03.5′N 8°28.4′E   |                 | 23 m s.l.m.  | 15 miglia          | Ottica fissa                                                                | Torre su edificio bianco a due piani |
| 1348    | Scoglio Mangiabarche, Portovesme                              |                                          | Mar di Sardegna  | 39°04.5′N 8°20.8′E   | Attivato: 1935  | 12 m s.l.m.  | 11 miglia          | Ottica fissa                                                                | Torre troncoconica bianca |
| 1404    | Faro di Capo Mannu, San Vero Milis                            | Faro di Capo Mannu San Vero Milis        | Mar di Sardegna  | 40°02.1′N 8°22.7′E   |                 | 59 m s.l.m.  | 15 miglia          | Ottica fissa                                                                | Torre su edificio bianco |
| 1230    | Faro di Capo Comino, Siniscola                                |                                          | Mar Tirreno      | 40°31.7′N 9°49.7′E   |                 | 26 m s.l.m.  | 15 miglia          | Ottica fissa                                                                | Edificio bianco a due piani |
| 1226    | Faro di Capo Timone, Olbia                                    |                                          | Mar Tirreno      | 40°55.6′N 9°44.1′E   | Attivato: 1922  | 72 m s.l.m.  | 15 miglia          | Ottica fissa                                                                | Torre esagonale bianca |
| 1170    | Faro di Isola Bocca, Olbia                                    |                                          | Mar Tirreno      | 40°55.2′N 9°34′E     | Attivato: 1887  | 24 m s.l.m.  | 15 miglia          | Ottica fissa                                                                | Torre su edificio bianco a due piani |
| 1162    | Faro di Isolotto Figarolo, Olbia                              |                                          | Mar Tirreno      | 40°58.7′N 9°38.7′E   | Attivato: 1915  | 71 m s.l.m.  | 11 miglia          | Ottica fissa                                                                | Casotto a fasce bianche e nere |
| 1142    | Faro di Isolotto Monaci, La Maddalena                         |                                          | Mar Tirreno      | 31°12.9′N 9°31′E     | Attivato: 1936  | 24 m s.l.m.  | 11 miglia          | Ottica fissa                                                                | Torre conica bianca |
| 1030    | Faro di Punta Sardegna, Palau                                 |                                          | Mar Tirreno      | 41°12.4′N 9°21.8′E   | Attivato: 1913  | 38 m s.l.m.  | 11 miglia          | Ottica fissa                                                                | Edificio bianco a due piani |
| 1125    | Faro di Capo d'Orso, Palau                                    |                                          | Mar Tirreno      | 41°10.6′N 9°25.4′E   | Attivato: 1924  | 12 m s.l.m.  | 10 miglia          | Ottica fissa                                                                | Torre troncoconica bianca |
| 1000    | Faro di Isola Razzoli, La Maddalena                           |                                          | Mar Tirreno      | 41°18.4′N 9°20.4′E   | Attivato: 1924  | 77 m s.l.m.  | 19 miglia          | Ottica rotante                                                              | Torre conica in pietra |
| 1010    | Faro di Barrettinelli, La Maddalena                           |                                          | Mar Tirreno      | 41°18.1′N 9°24.1′E   | Attivato: 1936  | 22 m s.l.m.  | 11 miglia          | Ottica fissa                                                                | Torre troncoconica nera a fascia rossa |